# Melanophthalma rhenana
Melanophthalma rhenana is een keversoort uit de familie schimmelkevers (Latridiidae). De wetenschappelijke naam van de soort werd in 2007 gepubliceerd door Wolfgang H. Rücker & Johnson.